# سوزانه بيشر
سوزانه بيشر (بالألمانية: Susanne Becher)‏ هي متزلجة فنية ألمانية، ولدت في 1970 في مانهايم في ألمانيا.